# Liste der Landschaftsschutzgebiete im Kreis Düren
Die Liste der Landschaftsschutzgebiete im Kreis Düren enthält die Landschaftsschutzgebiete des Kreises Düren in Nordrhein-Westfalen.

## Liste
| Bild                         | Nummer        | Bezeichnung des Gebietes                                                          | Fläche in Hektar | WDPA-ID   | Koordinaten | Datum der Verordnung |
| ---------------------------- | ------------- | --------------------------------------------------------------------------------- | ---------------- | --------- | ----------- | -------------------- |
|                              | LSG-4903-0001 | LSG-Am Eselsberg                                                                  | 7,68             | 555555316 | Position    | 1984                 |
|                              | LSG-4903-0002 | LSG-Fuchskaul-Heckental                                                           | 15,96            | 555555317 | Position    | 1984                 |
| weitere Bilder               | LSG-5003-0001 | LSG-Rurtal nördlich der Autobahn A 44                                             | 1493,64          | 555555418 | Position    | 1984                 |
|                              | LSG-5003-0002 | LSG-Glimbacher Bruch, Ivenhainer Wald                                             | 71,87            | 555555419 | Position    | 1984                 |
|                              | LSG-5003-0003 | LSG-Im Rurbruch                                                                   | 146,86           | 555555420 | Position    | 1984                 |
|                              | LSG-5003-0004 | LSG-Tal des Kofferer Grabens                                                      | 74,70            | 555555421 | Position    | 1984                 |
|                              | LSG-5003-0005 | LSG-Rurtalhang zwischen Glimbach und Gevenich                                     | 11,90            | 555555422 | Position    | 1984                 |
| weitere Bilder               | LSG-5003-0006 | LSG-Grosse Trisch, Schiffers Kamp, Kirchen Gerind                                 | 57,37            | 555555423 | Position    | 1984                 |
| weitere Bilder               | LSG-5003-0007 | LSG-Westlicher Steilhang des Rurtales                                             | 17,51            | 555555424 | Position    | 1984                 |
|                              | LSG-5003-0008 | LSG-Malefinkbachtal                                                               | 110,13           | 555555425 | Position    | 1984                 |
|                              | LSG-5003-0009 | LSG-Burg Tetz / Malefinkbachtal                                                   | 8,26             | 555555426 | Position    | 1984                 |
| weitere Bilder               | LSG-5003-0010 | LSG-Merzbachtal und Rurtalhang                                                    | 88,11            | 555555427 | Position    | 1984                 |
|                              | LSG-5003-0011 | LSG-Saure Benden, Pferdskammer                                                    | 20,78            | 555555428 | Position    | 1984                 |
|                              | LSG-5003-0012 | LSG-Seitentaelchen bei Bourheim                                                   | 35,05            | 555555429 | Position    | 1984                 |
| Inselsee auf der Sophienhöhe | LSG-5003-0013 | LSG-Im noerdlichen Teil des Kreises Dueren                                        | 1978,52          | 555555430 | Position    | 2007                 |
| weitere Bilder               | LSG-5004-0001 | LSG-Osthang des Rurtales zwischen Juelich und Broich                              | 74,05            | 555555433 | Position    | 1984                 |
|                              | LSG-5004-0002 | LSG-Laubwald bei Haus Mariawald                                                   | 5,35             | 555555434 | Position    | 1984                 |
|                              | LSG-5004-0003 | LSG-Rurtal südlich der Autobahn A 44                                              | 961,64           | 555555435 | Position    | 1984                 |
| weitere Bilder               | LSG-5004-0004 | LSG-Baggersee Juelich-Kirchberg mit Ruruferbereich                                | 30,92            | 555555436 | Position    | 1984                 |
|                              | LSG-5004-0005 | LSG-Wymarshof                                                                     | 17,21            | 555555437 | Position    | 1984                 |
|                              | LSG-5004-0006 | LSG-Ellebachtal Juelich-Stetternich-Hambach                                       | 303,68           | 555555438 | Position    | 1984                 |
|                              | LSG-5004-0007 | LSG-Tagebaurestwaelder Stetternich-Hambach                                        | 161,48           | 555555439 | Position    | 1984                 |
|                              | LSG-5004-0008 | LSG-Juelich-Sued, Stellwerk-Muehlenteich, Haus Koe                                | 27,50            | 555555440 | Position    | 1984                 |
|                              | LSG-5004-0009 | LSG-Hambach-Niederzier-Oberzier                                                   | 371,82           | 555555441 | Position    | 1984                 |
|                              | LSG-5004-0010 | LSG-Stetternicher Wald                                                            | 109,91           | 555555442 | Position    | 1984                 |
|                              | LSG-5103-0003 | LSG-Im suedlichen Teil des Kreises Dueren                                         | 2561,25          | 555558507 | Position    | 2007                 |
|                              | LSG-5104-0001 | LSG-Kirchberg                                                                     | 5,91             | 555558521 | Position    | 1984                 |
|                              | LSG-5104-0002 | LSG-Lohberg-Kahlenberg und Seitentaelchen                                         | 39,84            | 555558522 | Position    | 1984                 |
|                              | LSG-5104-0003 | LSG-Fuchstalhangwald mit Laubwald „Auf der Auel“                                  | 17,32            | 555558523 | Position    | 1984                 |
|                              | LSG-5104-0004 | LSG-Fuchstal-Indetal                                                              | 132,01           | 555558524 | Position    | 1984                 |
|                              | LSG-5104-0005 | LSG-Rurwiesen bei Altenburg und Schophoven                                        | 151,76           | 555558525 | Position    | 1984                 |
|                              | LSG-5104-0006 | LSG-Polderflaechen zwischen Muehlenteich und Abwas                                | 24,28            | 555558526 | Position    | 1984                 |
|                              | LSG-5104-0007 | LSG-Rurwiesen zwischen Krauthausen und Merken                                     | 60,01            | 555558527 | Position    | 1984                 |
|                              | LSG-5104-0008 | LSG-Rurwiesen und Auwaelder zwischen Merken u.Huch                                | 101,96           | 555558528 | Position    | 1984                 |
|                              | LSG-5104-0009 | LSG-Ellebachaue zwischen Oberzier und Ellen                                       | 64,29            | 555558529 | Position    | 1984                 |
|                              | LSG-5104-0010 | LSG-Merzenicher Heide, Rather Feld und Grosse Bend                                | 312,69           | 555558530 | Position    | 1984                 |
|                              | LSG-5203-0001 | LSG-Oestlicher Huertgenwald                                                       | 2583,06          | 555558594 | Position    | 2010                 |
|                              | LSG-5204-0001 | LSG-Rurtalhaenge zwischen Untermaubach und Abenden                                | 1335,59          | 555558609 | Position    | 2005                 |
|                              | LSG-5204-0002 | LSG-Boerde bei Stockheim und Drove und Rurniederung zwischen Kreuzau und Niederau | 1144,06          | 555558610 | Position    | 2005                 |
|                              | LSG-5204-0003 | LSG-Voreifel zwischen Wollersheim und Bergheim                                    | 2800,77          | 555558611 | Position    | 2005                 |
|                              | LSG-5204-0004 | LSG-Ruraue bei Kreuzau                                                            | 108,12           | 555558612 | Position    | 2005                 |
|                              | LSG-5204-0005 | LSG-Voreifel bei Gey                                                              | 322,95           | 555558613 | Position    | 2010                 |
|                              | LSG-5204-0006 | LSG-Gronauer Hecke                                                                | 92,12            | 555558614 | Position    | 2010                 |
|                              | LSG-5204-0007 | LSG-Rurtalhaenge                                                                  | 570,43           | 555558615 | Position    | 2010                 |
|                              | LSG-5205-0001 | LSG-Stockheimer Wald-Drovetal-Stufenlaendchen-Eifelvorland                        | 1319,35          | 555558617 | Position    | 1981                 |
|                              | LSG-5205-0002 | LSG-Stueckchen                                                                    | 15,37            | 555558618 | Position    | 1981                 |
|                              | LSG-5205-0003 | LSG-Vettweisser Busch                                                             | 28,83            | 555558619 | Position    | 1981                 |
|                              | LSG-5205-0004 | LSG-Luexheimer Aue                                                                | 1,99             | 555558620 | Position    | 1981                 |
|                              | LSG-5205-0005 | LSG-Neffelbachtal-Grosser Busch-Kirschenbusch                                     | 511,89           | 555558621 | Position    | 1981                 |
|                              | LSG-5205-0006 | LSG-In der Baerenkaul                                                             | 3,18             | 555558622 | Position    | 1981                 |
|                              | LSG-5205-0007 | LSG-Dirlau                                                                        | 8,59             | 555558623 | Position    | 1981                 |
|                              | LSG-5205-0008 | LSG-Im Waeldchen                                                                  | 6,39             | 555558624 | Position    | 1981                 |
|                              | LSG-5205-0009 | LSG-Droverberg                                                                    | 21,96            | 555558625 | Position    | 1981                 |
|                              | LSG-5205-0011 | LSG-Drovertalaue                                                                  | 10,83            | 555558626 | Position    | 1981                 |
|                              | LSG-5205-0012 | LSG-Stockheimer Wald                                                              | 89,25            | 555558627 | Position    | 1981                 |
|                              | LSG-5205-0013 | LSG-Buschberg                                                                     | 6,61             | 555558628 | Position    | 1981                 |
|                              | LSG-5205-0014 | LSG-Vettweisser Busch                                                             | 85,33            | 555558629 | Position    | 1981                 |
|                              | LSG-5205-0015 | LSG-Schafsmaar und Am Sterz                                                       | 29,13            | 555558630 | Position    | 1981                 |
|                              | LSG-5205-0016 | LSG-Luexheim                                                                      | 3,74             | 555558631 | Position    | 1981                 |
|                              | LSG-5205-0017 | LSG-Neffelbachtal                                                                 | 1,55             | 555558632 | Position    | 1981                 |
|                              | LSG-5205-0018 | LSG-Der grosse Busch                                                              | 11,85            | 555558633 | Position    | 1981                 |
|                              | LSG-5205-0019 | LSG-Ellebach                                                                      | 1,27             | 555558634 | Position    | 1981                 |
|                              | LSG-5205-0020 | LSG-Am Rauhfuss                                                                   | 24,27            | 555558635 | Position    | 1981                 |
|                              | LSG-5205-0021 | LSG-Im Stuettgen                                                                  | 11,26            | 555558636 | Position    | 1981                 |
|                              | LSG-5206-0001 | LSG-Waeldchen am Galgenberg                                                       | 0,53             | 555558637 | Position    | 1981                 |
|                              | LSG-5206-0002 | LSG-Marienholz                                                                    | 47,95            | 555558638 | Position    | 1981                 |
|                              | LSG-5206-0003 | LSG-Waeldchen am Sievernich – Roevenicher Weg                                     | 2,15             | 555558639 | Position    | 1981                 |
|                              | LSG-5206-0004 | LSG-Wintermaar                                                                    | 0,82             | 555558640 | Position    | 1981                 |
|                              | LSG-5206-0005 | LSG-Adelsbach                                                                     | 1,95             | 555558641 | Position    | 1981                 |
|                              | LSG-5206-0006 | LSG-Ellenbusch                                                                    | 0,65             | 555558642 | Position    | 1981                 |
|                              | LSG-5206-0007 | LSG-Regenbusch                                                                    | 6,86             | 555558643 | Position    | 1981                 |
|                              | LSG-5206-0008 | LSG-Marienholz                                                                    | 94,93            | 555558644 | Position    | 1981                 |
|                              | LSG-5303-0001 | LSG-Waelder der Kalltalhaenge                                                     | 809,38           | 555558681 | Position    | 2010                 |
|                              | LSG-5303-0002 | LSG-Hochflaeche im Bereich Raffelsbrand-Vossenack                                 | 612,59           | 555558682 | Position    | 2010                 |
|                              | LSG-5303-0003 | LSG-Rote Kaul                                                                     | 178,94           | 555558683 | Position    | 2010                 |
|                              | LSG-5304-0001 | LSG-Hochflaeche und Taeler bei Schmidt                                            | 1243,43          | 555558711 | Position    | 2005                 |
|                              | LSG-5304-0002 | LSG-Terrassenlandschaft und Haenge zwischen Hausen und Heimbach                   | 331,60           | 555558712 | Position    | 2010                 |
|                              | LSG-5304-0003 | LSG-Rurtal und Seitenhaenge zwischen Blens und Hasenfeld                          | 602,12           | 555558713 | Position    | 2010                 |
|                              | LSG-5304-0004 | LSG-Hausener Busch/Hergartener Wald                                               | 849,88           | 555558714 | Position    | 2010                 |
| weitere Bilder               | LSG-5304-0005 | LSG-Rurtalsperre                                                                  | 331,61           | 555558715 | Position    | 2010                 |
|                              | LSG-5304-0006 | LSG-Hochflaeche im Bereich Vossenack-Bergstein-Grosshau                           | 1533,57          | 555558716 | Position    | 2010                 |
|                              | LSG-5305-0001 | LSG-Thuir                                                                         | 5,31             | 555558721 | Position    | 1981                 |
|                              | LSG-5305-0002 | LSG-Am Muldenauer Bach                                                            | 1,52             | 555558722 | Position    | 1981                 |
|                              | LSG-5305-0003 | LSG-Auf'm Reth                                                                    | 9,06             | 555558723 | Position    | 1981                 |
|                              | LSG-5305-0004 | LSG-Boerde bei Embken und Wollersheim                                             | 342,81           | 555558724 | Position    | 2005                 |
|                              | LSG-5305-0005 | LSG-Voreifel im Bereich Vladden-Hergarten-Duettling                               | 1074,16          | 555558725 | Position    | 2010                 |
|                              | LSG-5305-0006 | LSG-Vlattener Bach                                                                | 66,28            | 555558726 | Position    | 2010                 |